# Galata (Cypr)
Galata (gr. Γαλάτα) – wieś w Republice Cypryjskiej, w dystrykcie Nikozja. W 2011 roku liczyła 581 mieszkańców.